# زنده‌کردن لازاروس

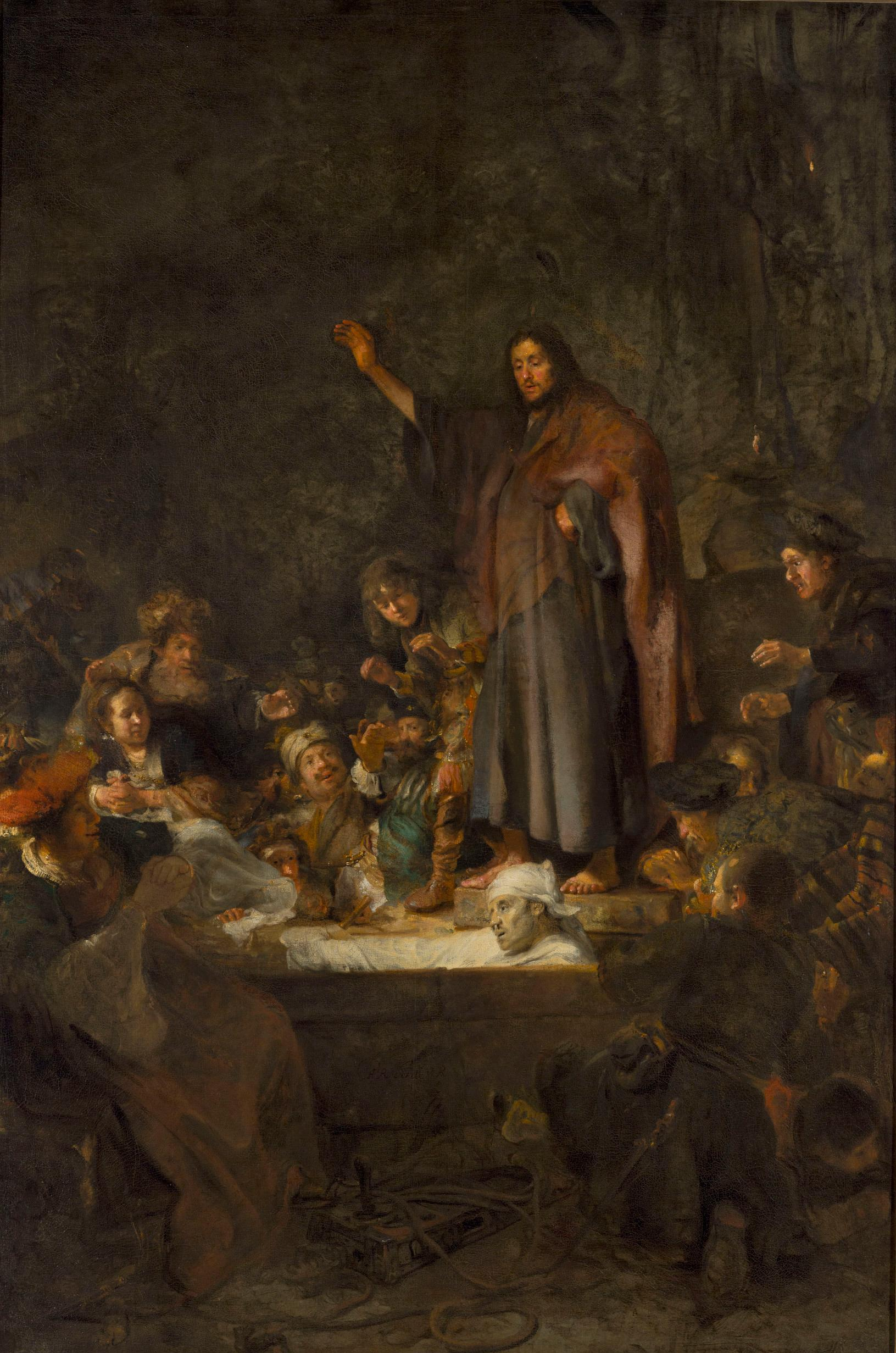
قیام لازاروس، اثری در ژانر هنر دینی از کارل فابریتیوس به حوالی ۱۶۴۳ میلادی. این اثر اکنون در مالکیت موزه ملی ورشو قرار دارد.

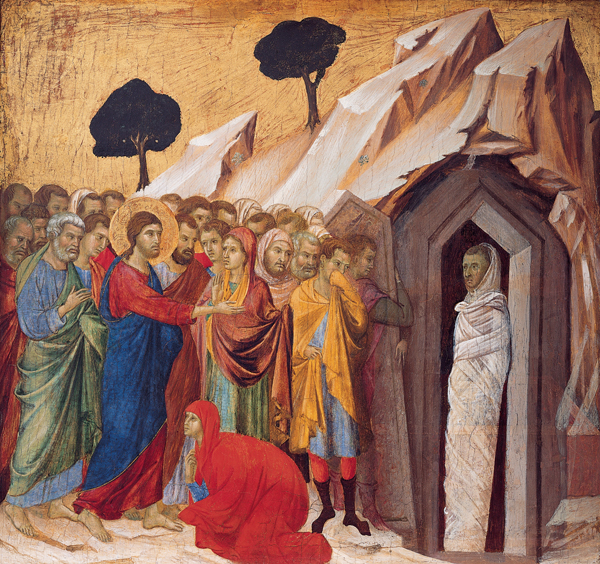
زنده شدن لازاروس اثر دوچیو.

زنده کردن لازاروس یکی از معجزات عیسی در کتاب انجیل یوحنا است. در این داستان لازاروس (ایلعازر یا عازر) چهار روز پس از مرگش توسط عیسی به زندگی باز می‌گردد. این داستان تنها در انجیل یوحنا ذکر شده‌ است. عیسی توسط فردی خبردار می‌شود که لازاروس بیمار است و دو خواهر او به دنبال عیسی هستند تا از او کمک بجویند. عیسی به پیروانش می‌گوید که قصد دارد در این کار تأخیر کند تا قدرت خداوند آشکار شود. سپس عیسی در رفتن به دیدار لازاروس دو روز تأخیر می‌کند. وقتی عیسی و حواریونش به بتانی می‌رسند، لازاروس چهار روز است که مرده‌ است. مارتا یکی از دو خواهر لازاروس به عیسی می‌گوید: «اگر شما اینجا بودید، برادر من نمی‌مرد.» اما عیسی به او آرامش می‌دهد و می‌گوید که برادر او به زندگی باز خواهد گشت. «من زنده شدن و زندگی هستم. هر کسی که به من ایمان داشته باشد زنده خواهد ماند با اینکه مرده باشد. هر کس زندگی کند و به من ایمان بیاورد نخواهد مُرد. آیا تو به این ایمان داری؟» در این زمان عیسی می‌گرید، اما ادامه می‌دهد «آیا من به تو نگفتم که اگر ایمان داشته باشی، قدرت خداوند را خواهی دید؟» در این زمان سنگ‌ها را کنار می‌گذارند و عیسی نگاه می‌کند و می‌گوید: «پدر (خدا)، من از تو تشکر می‌کنم که مرا شنیدی. من می‌دانم که تو همیشه مرا می‌شنوی، ولیکن این را به خاطر مردمانی که اطراف من هستند می‌گویم، که آنها نیز به اینکه تو مرا فرستادی ایمان آورند.» بعد از این حرف عیسی با صدای بلند می‌گوید: «لازاروس، بیرون بیا.» در این زمان مردۀ لازاروس از گور بیرون می‌آید در حالی که هنوز کفن گور بر روی تن او است. عیسی به مردم می‌گوید: «کفنش را درآورید و بگذارید برود.» این معجزه در انجیل یوحنا یکی از معجزات بسیار مهم است.